# Omar Sy
Omar Sy (født 20. januar 1978) er en fransk skuespiller og komiker. I Danmark er han mest kendt for sin rolle som Driss i filmen De Urørlige, en rolle som han i 2012 modtog en César for.

## Filmography

### Film
| År   | Titel                               | Rolle                                        | Instruktør                             | Noter           |
| ---- | ----------------------------------- | -------------------------------------------- | -------------------------------------- | --------------- |
| 2000 | Granturismo                         | Voice                                        | Denis Thybaud                          | Short           |
| 2001 | La Tour Montparnasse Infernale      | Taxi                                         | Charles Nemes                          |                 |
| 2001 | La concierge est dans l'ascenseur   |                                              | Olivier Coussemacq                     | Short           |
| 2002 | Le Boulet                           | Malian No. 3                                 | Alain Berberian & Frédéric Forestier   |                 |
| 2002 | Asterix & Obelix: Mission Cleopatra | Painter                                      | Alain Chabat                           | Deleted scene   |
| 2002 | Samourais                           | Tyson                                        | Giordano Gederlini                     |                 |
| 2002 | The Race                            | UN Sergeant                                  | Djamel Bensalah                        |                 |
| 2002 | Ces jours heureux                   | Brice                                        | Olivier Nakache & Éric Toledano        | Short           |
| 2003 | La Beuze                            | Michel Dembélé                               | François Desagnat & Thomas Sorriaux    |                 |
| 2003 | Pardon aux familles... Tout ça!     | Voice                                        | Patrick Menais                         | Video           |
| 2004 | Le Carton                           | Lorenzo                                      | Charles Nemes                          |                 |
| 2004 | Coming-out                          | Max                                          | Olivier Ayache-Vidal                   | Short           |
| 2006 | Nos jours heureux                   | Joseph                                       | Olivier Nakache & Éric Toledano        |                 |
| 2007 | Garage Babes                        | Hamidou                                      | Julien Pelgrand                        | Video           |
| 2007 | Surf's Up                           | Chicken Joe                                  | Ash Brannon & Chris Buck               | Fransk dub      |
| 2008 | Seuls two                           | Sammy Bouglioni                              | Éric Judor & Ramzy Bedia               |                 |
| 2008 | La France d'après                   | Voice                                        | Patrick Menais                         | Video           |
| 2009 | Micmacs                             | Remington                                    | Jean-Pierre Jeunet                     |                 |
| 2009 | Arthur and the Revenge of Maltazard | Snow (voice)                                 | Luc Besson                             | Fransk dub      |
| 2009 | Lascars                             | Narbé (voice)                                | Emmanuel Klotz & Albert Pereira-Lazaro |                 |
| 2009 | Tellement proches                   | Bruno                                        | Olivier Nakache & Éric Toledano        |                 |
| 2009 | King Guillaume                      | Jean-Peter                                   | Pierre-François Martin-Laval           |                 |
| 2009 | Safari                              | Youssouf Hammal                              | Olivier Baroux                         |                 |
| 2009 | Envoyés très spéciaux               | Jimmy                                        | Frédéric Auburtin                      |                 |
| 2009 | La Loi de Murphy                    | Father Joachim Ortega                        | Christophe Campos                      |                 |
| 2009 | Logorama                            | Michelin Man, Yellow M&Ms, Mr. Clean (voice) | François Alaux                         | Fransk version  |
| 2010 | Allez raconte!                      | Momo (voice)                                 | Jean-Christophe Roger                  |                 |
| 2010 | Florence Foresti: Mother Fucker     | Taxi Driver                                  | Nicolas Benamou                        | Video           |
| 2011 | Les Tuche                           | Bouzolles Vicar                              | Olivier Baroux                         |                 |
| 2011 | Intouchables                        | Bakary "Driss" Bassari                       | Olivier Nakache & Éric Toledano        |                 |
| 2011 | Captain America: The First Avenger  | Bucky's Team Soldier                         | Joe Johnston                           |                 |
| 2012 | De l'autre côté du périph           | Ousmane Diakhaté                             | David Charhon                          |                 |
| 2012 | Les seigneurs                       | Wéké N'Dogo                                  | Olivier Dahan                          |                 |
| 2012 | Mais qui a re-tué Pamela Rose?      | Mosby                                        | Olivier Baroux & Kad Merad             |                 |
| 2012 | Crazy Pink Limo                     | The Philosopher                              | Joséphine de Meaux                     | Short           |
| 2013 | Mood Indigo                         | Nicolas                                      | Michel Gondry                          |                 |
| 2013 | Aux Armes: AIDES                    | Narrator (voice)                             |                                        | Short           |
| 2014 | Good People                         | Khan                                         | Henrik Ruben Genz                      |                 |
| 2014 | X-Men: Days of Future Past          | Bishop                                       | Bryan Singer                           |                 |
| 2014 | Samba                               | Samba Cissé                                  | Olivier Nakache & Éric Toledano        |                 |
| 2014 | Mune: Guardian of the Moon          | Sohone (voice)                               | Benoît Philippon & Alexandre Heboyan   |                 |
| 2015 | Jurassic World                      | Barry                                        | Colin Trevorrow                        |                 |
| 2015 | Burnt                               | Michel                                       | John Wells                             |                 |
| 2016 | Chocolat                            | Clown Chocolat                               | Roschdy Zem                            |                 |
| 2016 | The Angry Birds Movie               | Red (voice)                                  | Fergal Reilly & Clay Kaytis            | Fransk dub      |
| 2016 | Norm of the North                   | Norm (voice)                                 | Trevor Wall                            | Fransk dub      |
| 2016 | Inferno                             | Christoph Bouchard                           | Ron Howard                             |                 |
| 2016 | Demain tout commence                | Samuel                                       | Hugo Gélin                             |                 |
| 2017 | Sahara                              | Ajar (voice)                                 | Pierre Coré                            | Fransk dub      |
| 2017 | Knock                               | Knock                                        | Lorraine Lévy                          |                 |
| 2017 | Transformers: The Last Knight       | Hot Rod (voice)                              | Michael Bay                            |                 |
| 2018 | Le flic de Belleville               | Sebastian Bouchard                           | Rachid Bouchareb                       |                 |
| 2018 | Yao                                 | Seydou Tall                                  | Philippe Godeau                        |                 |
| 2019 | Le Chant du loup                    | D'Orsi                                       | Antonin Baudry                         |                 |
| 2019 | Arctic Dogs                         | Leopold (voice)                              | Aaron Woodley                          |                 |
| 2020 | The Call of the Wild                | Perrault                                     | Chris Sanders                          |                 |
| 2020 | Le prince oublié                    | The Dad/The Prince                           | Michel Hazanavicius                    |                 |
| 2020 | Police                              | Aristide                                     |                                        |                 |
| 2020 | Refugee                             | Marwan                                       | Brandt Andersen                        | Short           |
| 2020 | Tout simplement noir                | Omarius                                      | John Wax & Jean-Pascal Zadi            | Post-production |
| 2020 | Soul                                | Joe Gardner                                  | Pete Docter and Kemp Powers            | Fransk dub      |
| 2022 | The Takedown                        | Ousmane Diakhité                             | Louis Leterrier                        |                 |
| 2022 | Father & Soldier                    | Bakary Diallo                                | Mathieu Vadepied                       |                 |
| 2022 | Jurassic World Dominion             | Barry                                        | Colin Trevorrow                        |                 |
| TBA  | Le Chat du Rabbin                   | The Cat (voice)                              | Joann Sfar                             | Pre-production  |
| TBA  | The Book of Clarence                |                                              | Jeymes Samuel                          | Filming         |

### Tv
| År        | Titel                  | Rolle                               | Noter                       |
| --------- | ---------------------- | ----------------------------------- | --------------------------- |
| 2000      | La cape et l'épée      | Minstrel                            | TV Series (1 episode)       |
| 2000      | Omarius et Fred        | Various Characters                  | TV Series                   |
| 2002      | Si j'étais lui         | Gabriel                             | TV Movie                    |
| 2003      | 7 jours au Groland     | Samba Bongo                         | TV Series (1 episode)       |
| 2004      | Les Guignols de l'Info | Additional voices                   |                             |
| 2006      | Les multiples          | Jimmy (voice)                       | TV Series                   |
| 2007      | Moot-Moot              | Isidore, Various Characters (voice) | TV Series                   |
| 2010      | Le pas Petit Poucet    | Big Thumbling                       | TV Movie                    |
| 2010      | Histoires de vies      | Mo                                  | TV Series (1 episode)       |
| 2010–2012 | SAV des émissions      | Various                             | TV series (4 episodes)      |
| 2011      | Fish'n Chips           | Fish (voice)                        | TV Series (52 episodes)     |
| 2012      | Bref                   | Party Guest on Phone                | TV Series (1 episode)       |
| 2012      | Zak                    | Himself                             | TV series                   |
| 2019      | ForesTiVi              |                                     | TV Series short (1 episode) |
| 2021      | Lupin                  | Assane Diop                         | Netflix series              |

### Computerspil
| År   | Titel               | Rolle | Noter |
| ---- | ------------------- | ----- | ----- |
| 2015 | Lego Jurassic World | Barry |       |